# Ura (interjecție)
Ura este o interjecție în limba română care exprimă fie bucurie, sau un îndemn la atac militar în armata română.